# Anthropology of Consciousness
Anthropology of Consciousness (AOC, en castellano: Antropología de la consciencia) es una revista académica semestral publicada por la Sociedad por la Antropología de la Consciencia en nombre de la American Anthropological Association (Arlington, Virginia) en Estados Unidos.
Varios de los artículos publicados son de libre acceso.

## Alcance
La revista edita investigaciones sobre un amplio espectro de temas: estados alterados de conciencia, religión, posesión, trance, estados disociativos, tradiciones chamánicas, mediúmnicas y místicas, prácticas curativas indígenas, estudios lingüísticos, filosóficos, sociales y simbólicos, y psicología cultural. La publicación establece que valora las perspectivas interdisciplinarias, respeta las diversas tradiciones y prioriza la inclusión y el diálogo abierto en el estudio de la consciencia.

## Indexación
La revista está indexada en JournalTOCs y Sherpa/Romeo.